# Дебеляція
Дебеляція (пізньолат. debellatio, від de-bellare — перемогти, завоювати, підкорити) — припинення міжнародної особи та правосуб'єктності держави шляхом знищення на її території державної влади. Анексія таких територій державою-агресоркою згідно зі сучасними нормами міжнародного права характеризується даним терміном.
Дебеляція була притаманна міжнародному публічному праву в минулому, яке визнавало війну та анексію території законними засобами здійснення державами своєї зовнішньої політики. Тому дебеляція досягалася, як правило, насильницьким захопленням однією державою території іншої держави. Сучасне міжнародне право не визнає дебеляції, оскільки навіть загарбання ворогом усієї території держави та повне знищення усіх її владних структур не припиняють існування держави як члена міжнародного співтовариства відповідно до Статуту Організації Об'єднаних Націй.
Навіть у цьому крайньому випадку держава залишається суб'єктом міжнародного права і має право на відновлення свого державного суверенітету за допомогою союзників та міжнародного співтовариства в цілому.